# Suzette Meyers
Pour les articles homonymes, voir Meyers.
Suzette Meyers est une actrice canadienne et une journaliste canadienne.

## Filmographie
- 1988 : Police Academy (série TV) : Anchor
- 1998 : Max Q (TV) : Anchorperson
- 1999 : Une famille en sursis (Don't Look Behind You) (TV) : Reporter
- 1999 : Le Pacte de la haine (Brotherhood of Murder) (TV) : TV Reporter
- 2001 : Strange Frequency 2 (TV) : New Anchor (segment "Don't Stop Believin")
- 2001 : Strange Frequency (TV) : Anchor
- 2001 : Intime trahison (Love and Treason) (TV) : Reporter
- 2001 : Le Masque de l'araignée (Along Came a Spider) : Reporter
- 2002 : Appel au meurtre (Liberty Stands Still) : Marsha L. Peters (Reporter #1)
- 2002 : Disparition ("Taken") (feuilleton TV) : TV Reporter